# Secretaría de Salud
La Secretaría de Salud de Mèxic és una secretaria d'estat del poder executiu federal, encarregada de la salut del poble mexicà; així com de la seva educació, cuidat a través de campanyes de vacunació i foment a través de diversos programes de salut. A més, s'encarrega de la manutenció dels centres dedicats tant públics com a privats (Centres de Salut, Hospitals, Sanatoris, Clíniques, Consultoris Mèdics); i té en el seu control els registres dels llocs mèdics, personal mèdic, persones afiliades als seus diferents programes, aliments i begudes de consum i el catàleg de totes les medicines utilitzades tant en lliure venda com les prescrites; amb excepció de tot l'anterior aplicat per a animals, de les quals s'encarrega la SAGARPA.

## Funcions
Segons la Ley Orgánica de la Administración Pública Federal Arxivat 2009-03-01 a Wayback Machine.,en el seu Article 39, li correspon el despatx de les següents funcions:
- Conduir la política nacional en matèria d'assistència social, serveis mèdics i salubritat general, amb excepció del relatiu al sanejament de l'ambient; i coordinar els programes de serveis a la salut de l'administració pública federal, així com els agrupaments per funcions i programes afins que, si escau, es determinin.
- Crear i administrar establiments de salubritat, d'assistència pública i de teràpia social en qualsevol lloc del territori nacional i organitzar l'assistència pública en el Districte Federal.
- Aplicar a l'Assistència Pública els fons que li proporcionin la Loteria Nacional i els Pronòstics Esportius per a l'Assistència Pública; i administrar el patrimoni de la Beneficència Pública en el Districte Federal, en els termes de les disposicions legals aplicables, a fi de donar suport als programes de serveis de salut.
- Organitzar i vigilar les institucions de beneficència privada, en els termes de les lleis relatives, i integrar els seus patronats, respectant la voluntat dels fundadors.
- Planejar, regular, coordinar i avaluar el Sistema Nacional de Salud i proveir a l'adequada participació de les dependències i entitats públiques que prestin serveis de salut, a fi d'assegurar el compliment del dret
- Executar el control sobre preparació, possessió, ús, subministrament, importació, exportació i distribució de drogues i productes medicinals, a excepció dels d'ús veterinari que no estiguin compresos en la Convenció de Ginebra.
- Posar en pràctica les mesures tendents a conservar la salut i la vida dels treballadors del camp i de la ciutat i la higiene industrial, amb excepció del que es relaciona amb la previsió social en el treball.

## Organigrama

### Òrgans administratius desconcentrats i entitats
Per dur a terme aquestes funcions, la Secretaria compta amb les següents unitats: 
- Administración del Patrimonio de la Beneficiencia Pública
- Centro Nacional de la Transfusión Sanguínea
- Centro Nacional para la Prevención y el Control de VIH/SIDA
- Centro Nacional de Equidad de Género y Salud Reproductiva
- Comisión Nacccional de Arbitraje Médico
- Centro Nacional de Programas Preventivos y Control de Enfermedades
- Centro Nacional de Trasplantes
- Centro Nacional para la Salud de la Infancia y la Adolescencia
- Centro Nacional de Excelencia Tecnológica en Salud
- Comisión Federal para la Protección contra Riesgos Sanitarios
- Comisión Nacional de Protección Social en Salud
- Comisión Nacional de Bioética
- Centro Nacional para la Prevención y el Control de las Adicciones
- Consejo Nacional para el Desarrollo y la Inclusión de la Personas con Discapacidad
- Centro Regional de Alta Especialidad de Chiapas
- Centro de Integración Juvenil A.C.
- Hospital Juárez de México.
- Hospital General Manuel Gea González
- Hospital General de México
- Hospital Infantil de México Federico Gomez
- Hospital Regional de Alta Especialidad del Bajio
- Hospital Regional de Alta Especialidad de Oaxaca
- Hospital Regional de Alta Especialidad Dr. Juan Graham Casasus
- Hospital Regional de Alta Especialidad de la Península de Yucatán
- Hospital Regional de Alta Especialidad de Ciudad Victoria
- Instituto de Seguridad y Servicios Sociales de los Trabajadores del Estado
- Instituto Mexicano del Seguro Social (IMSS)
- Instituto Nacional de Cancerología
- Instituto Nacional de Cardiología Ignacio Chávez
- Instituto Nacional de Enfermedades Respiratorias Ismael Cosio Villegas
- Instituto de Geriatría
- Instituto Nacional de Ciencias Médicas y Nutrición Salvador Zubiran
- Instituto Nacional de Medicina Genómica
- Instituto Nacional de Neurología y Neurocirugía Manuel Velasco Suarez
- Instituto Nacional de Pediatría
- Instituto Nacional de Perinatología Isidro Espinosa de los Reyes
- Instituto Nacional de Psiquiatría Ramon de la Fuente Muñiz
- Instituto Nacional de Rehabilitación
- Instituto Nacional de Salud Pública
- Laboratorios de Biológicos y Reactivos de México S.A de C.V.
- Servicios de Atención Psiquiátrica
- Seguro Popular
- Sistema Nacional para el Desarrollo Integral de la Familia

## Denominacions anteriors
Des de la seva creació el 1938 com a Secretaría de Asistencia Social la secretaria ha tingut els següents canvis de denominació:
- (1938 - 1940): Secretaría de Asistencia Social
- (1940 - 1982): Secretaría de Salubridad y Asistencia
- (1982 -): Secretaría de Salud

## Llista de secretaris de Salud de Mèxic

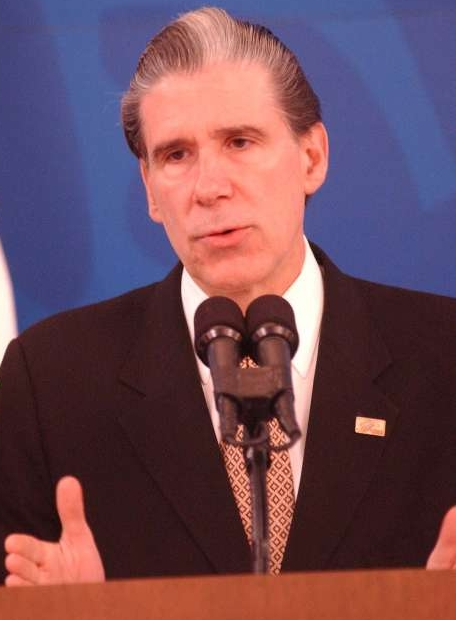
Julio Frenk Mora, 2000-2006.

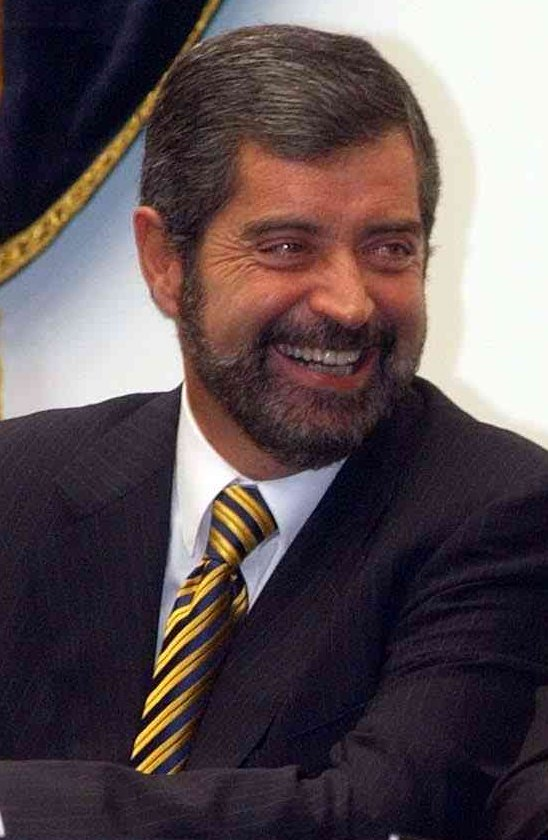
Juan Ramón de la Fuente, 1994-1999.

| Secretari                       | Partit  | Període                                         | President                     | Denominació                           |
| ------------------------------- | ------- | ----------------------------------------------- | ----------------------------- | ------------------------------------- |
| Enrique Hernández Álvarez       | PNR/PRM | 1938 - 1939                                     | Lázaro Cárdenas del Río       | Secretaría de Asistencia Social       |
| Silvestre Guerrero              | PRM     | 1939 - 30 de novembre de 1940                   | Lázaro Cárdenas del Río       |                                       |
| Gustavo Baz Prada               | PRM/PRI | 1 de desembre de 1940 - 30 de novembre de 1946  | Manuel Ávila Camacho          | Secretaría de Salubridad y Asistencia |
| Rafael Pascasio Gamboa          | PRI     | 1 de desembre de 1946 - 30 de novembre de 1952  | Miguel Alemán Valdés          |                                       |
| Ignacio Morones Prieto          | PRI     | 1 de desembre de 1952 - 30 de novembre de 1958  | Adolfo Ruiz Cortines          |                                       |
| José Álvarez Amézquita          | PRI     | 1 de desembre de 1958 - 30 de novembre de 1964  | Adolfo López Mateos           |                                       |
| Rafael Moreno Valle             | PRI     | 1 de desembre de 1964 - 1968                    | Gustavo Díaz Ordaz            |                                       |
| Salvador Aceves Parra           | PRI     | 1968 - 30 de novembre de 1970                   | Gustavo Díaz Ordaz            |                                       |
| Jorge Jiménez Cantú             | PRI     | 1 de desembre de 1970 - 4 de març de 1975       | Luis Echeverría Álvarez       |                                       |
| Ginés Navarro Díaz de León      | PRI     | 4 de març de 1975 - 30 de novembre de 1976      | Luis Echeverría Álvarez       |                                       |
| Emilio Martínez Manatou         | PRI     | 1 de desembre de 1976 - 5 de juny de 1980       | José López Portillo           |                                       |
| Mario Calles López Negrete      | PRI     | 5 de juny de 1980 - 30 de novembre de 1982      | José López Portillo           |                                       |
| Guillermo Soberón Acevedo       | PRI     | 1 de desembre de 1982 - 30 de novembre de 1988  | Miguel de la Madrid Hurtado   | Secretaría de Salud                   |
| Jesús Kumate Rodríguez          | PRI     | 1 de desembre de 1988 - 30 de novembre de 1994  | Carlos Salinas de Gortari     |                                       |
| Juan Ramón de la Fuente         | IND     | 1 de desembre de 1994 - 17 de novembre de 1999  | Ernesto Zedillo Ponce de León |                                       |
| José Antonio González Fernández | PRI     | 17 de novembre de 1999 - 30 de novembre de 2000 | Ernesto Zedillo Ponce de León |                                       |
| Julio Frenk Mora                | IND     | 1 de desembre de 2000 - 30 de novembre de 2006  | Vicente Fox Quesada           |                                       |
| José Ángel Córdova Villalobos   | PAN     | 1 de desembre de 2006 - 9 de setembre de 2011   | Felipe Calderón Hinojosa      |                                       |
| Salomón Chertorivski Woldenberg | IND     | 9 de setembre de 2011 - 30 de novembre de 2012  | Felipe Calderón Hinojosa      |                                       |
| Mercedes Juan López             | PRI     | 1 de desembre de 2012 -                         | Enrique Peña Nieto            |                                       |